# Шальвар-камиз

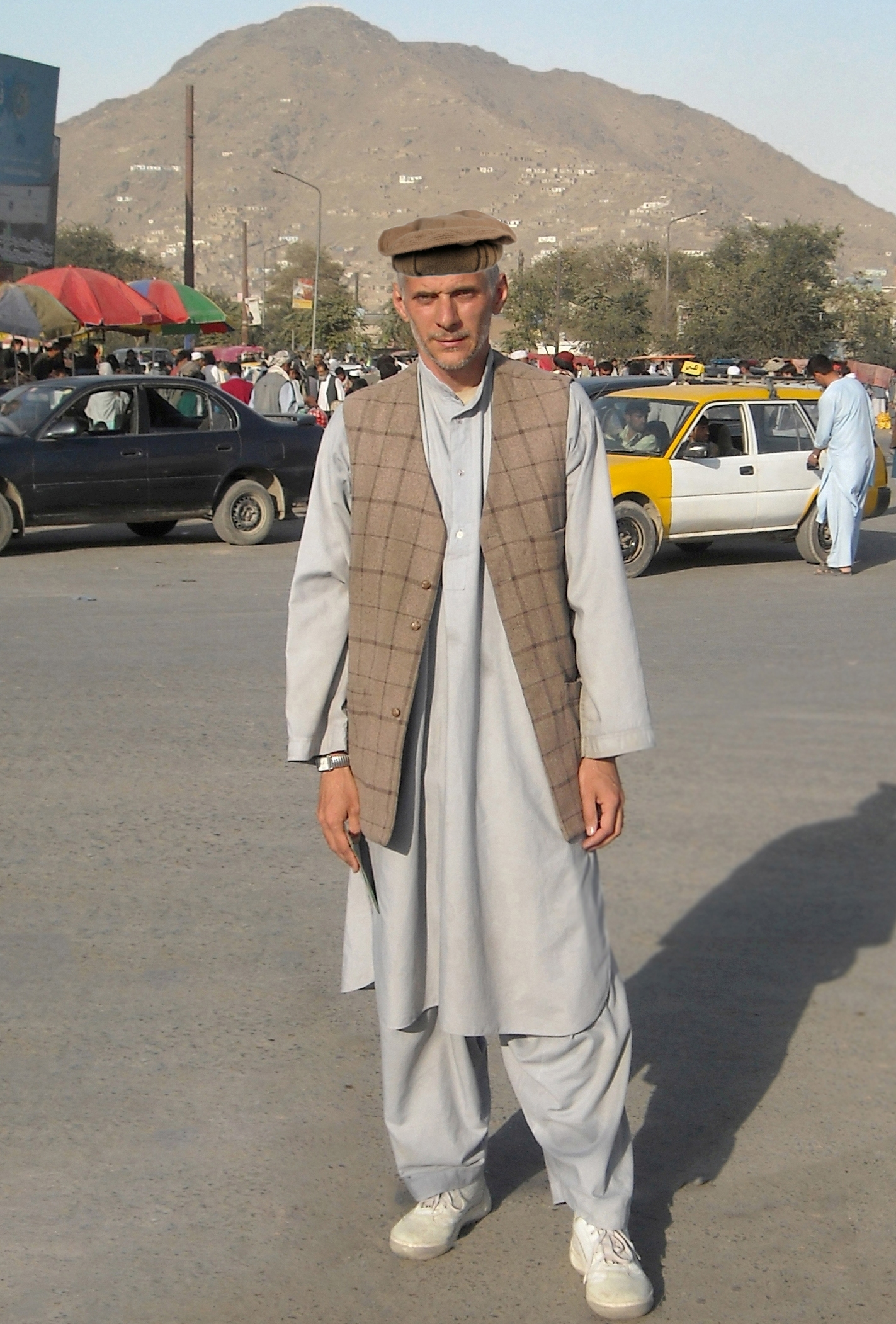
Русский путешественник в Афганистане демонстрирует предметы одежды, выступая в качестве манекена

Шальвар-камиз, сальвар-камиз (хинди सलवार कमीज़, урду شلوار قمیض‎) — это традиционная одежда, возникшая в южной Азии. Термин является общим для различных стилей одежды региона. Шальвар-камиз могут носить и мужчины, и женщины, хотя их покрой зависит от пола. Шальвары (брюки) и камиз (рубаха) — это два предмета одежды, которые в сочетании образуют шальвар-камиз